# Yehuda ben Shmuel Ibn Abbas
Yehuda ben Shmuel Ibn Abbas (sau Iehuda ben Șmuel Ibn  Abas, sec. XII n. Fez, Maroc  -    m. Haleb, Siria ? )
a fost un cărturar, teolog (rabin)  și poet liturgic (paytan) evreu  din Maroc, care a scris în limba ebraică.
A fost prieten cu poetul Yehuda Halevi cu care a corespondat.
De la el a rămas poemul liturgic -  piyut - Et shaarey ratzon 
עת שערי רצון להפתח Când se deschid porțile  Voinței Lui - care se intonează de către evreii de rit sefard sau oriental în ceremoniile de Slihot (cerere de iertare) din luna care precede Ziua Ispășirii din tradiția evreiască - Yom Kipur  (Iom Kipur), și care constituie rugăciunea principală rostită de Anul Nou evreiesc Rosh Hashana (Roș Hașana) înainte de suflatul din coarnele de berbec numite șofar. Acest poem liturgic descrie povestea Sacrificiului lui Isaac (Akedá), folosind detalii din legende exterioare Bibliei - midrashim. 
Unul din fiii poetului, Shmuel ben Yehuda Ibn Abbas (a doua jumătate a secolului al XII-lea), învățat în filosofie, matematică și medicină, a peregrinat prin țările Orientului apropiat, mai ales în Siria și Azerbaidjan. După ce a avut de două ori viziuni ale profetului Muhammad a trecut la islam sub numele de Sama'il  Ibn Yahiya Ibn Abbas al Maghrebi (Marocanul). A fost autorul unei lucrări de polemică anti-iudaică intitulată Ifham al Yahud, care a fost mai târziu adaptată în latină pentru uzul unor teologi creștini.